# Świdrowiec Evansa
Świdrowiec Evansa (Trypanosoma evansi), zwany również  świdrowcem surra – kinetoplastyd z rodziny świdrowców należący do królestwa protista. Jest pasożytem koni, koniowatych, wielbłądów, słoni. Może również być pasożytem psów i kotów.
T. evansi jest pierwszym odkrytym pasożytem z rodzaju świdrowiec. Po raz pierwszy został opisany w 1880 roku przez dr. Griffitha Evansa, który odkrył występowanie tych pasożytów w krwi koni oraz wielbłądów na terenie Indii.
Wywołuje u zwierząt chorobę zwaną surra, jest przenoszony mechanicznie przez bąki z rodziny Tabanidae oraz owady należące do rodzajów Stomoxys, Glossina, Lyperosia, pasożytuje w osoczu krwi. Wykazano również możliwość mechanicznego przenoszenia T. evansi na terenie Ameryki Południowej przez nietoperze wampiry zwyczajne (Desmodus rotundus).
Charakteryzuje się wysmukłym kształtem. Długość ciała waha się od 14 µm do 33 µm, szerokość 1,5 do 2 µm. Błona falująca jest wąska, nie najlepiej wykształcona. Porusza się za pomocą wici.
T. evansi występuje na terenie Afryki, Europy, Azji, Ameryki Środkowej oraz Ameryki Południowej.